# Population issue de l'immigration en Allemagne

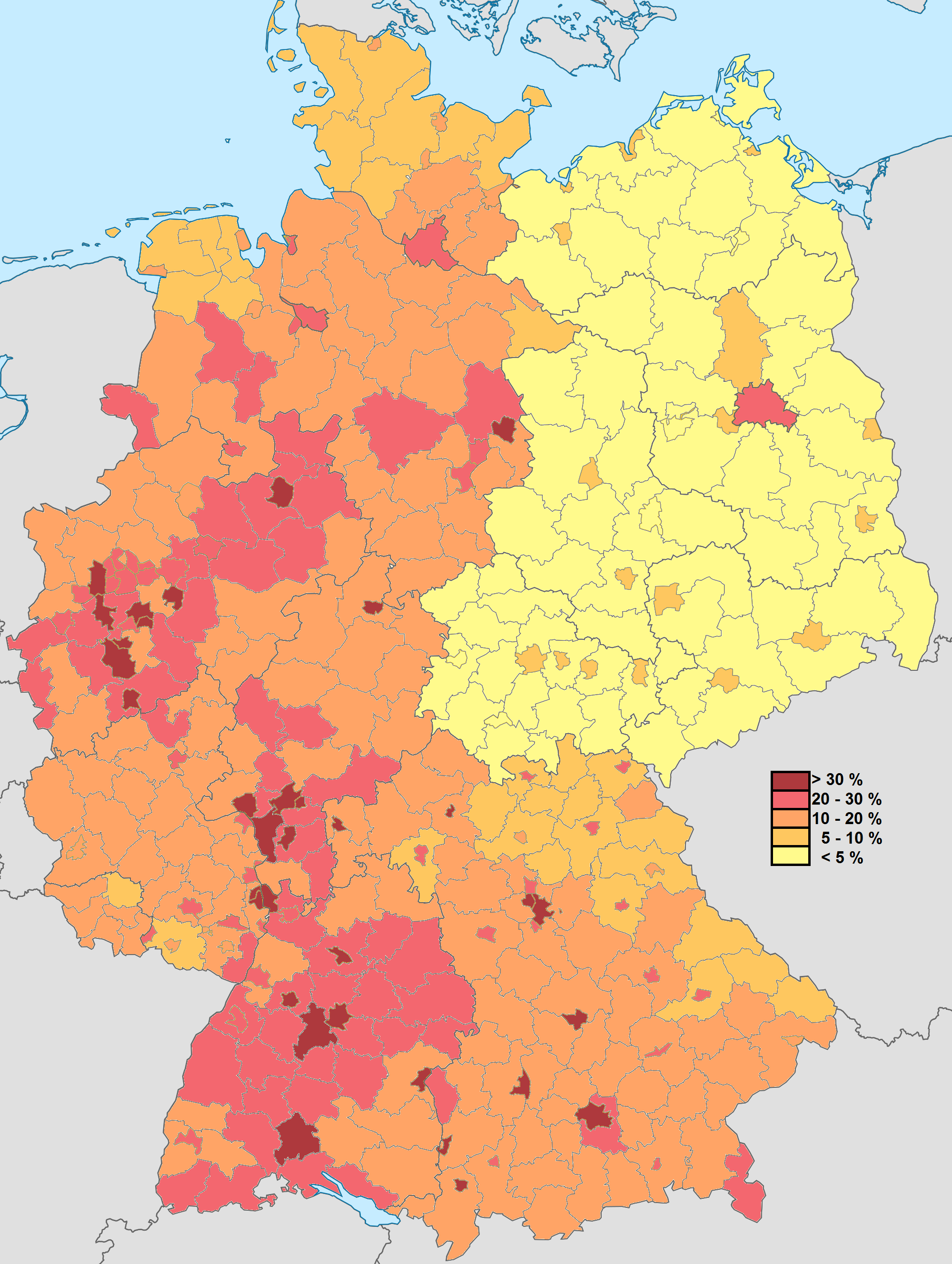
Population issue de l'immigration en Allemagne d'après le recensement de 2011.

La population issue de l'immigration (Bevölkerung mit Migrationshintergrund) est une définition qui prévaut dans les statistiques démographiques depuis 2005 en Allemagne. C'est un outil statistique qui a une définition particulièrement large de l'« origine immigrée », puisqu'elle comptabilise tous les immigrés et les descendants d'immigrés à partir de 1949. Elle est donc amenée à constamment augmenter, même si l'immigration récente était nulle.

## Définition
L'antécédent migratoire (Migrationshintergrund) est défini comme suit par le Statistisches Bundesamt, l'office fédéral des statistiques.

« Toute personne ayant immigré sur le territoire actuel de l'Allemagne, ainsi que tout étranger né en Allemagne et tout Allemand né en Allemagne ayant au moins un parent immigré depuis 1949 ou né étranger en Allemagne. »

— „alle nach 1949 auf das heutige Gebiet der Bundesrepublik Deutschland Zugewanderten, sowie alle in Deutschland geborenen Ausländer und alle in Deutschland als Deutsche Geborenen mit zumindest einem nach 1949 zugewanderten oder als Ausländer in Deutschland geborenen Elternteil“.
- De nombreux étrangers ont été naturalisés. Ils sont donc de nationalité allemande, mais ont un « antécédent migratoire » s'ils ont été naturalisés après 1949.
- Certains étrangers ont migré en Allemagne avant 1949 et n'ont pas été naturalisés. Ils ont un antécédent migratoire mais ne sont pas « allemand issu de l'immigration ».
- Les personnes de nationalités allemandes ayant immigré en Allemagne depuis 1949 sont compatibilisées en tant qu'« issu de l'immigration ». Il s'agit soit des Spätaussiedler, des populations allemandes installées depuis des générations en Europe de l'Est ainsi qu'en Russie qui ont été rapatriées, soit d'un enfant de deux parents allemands étant né à l'étranger.
- Un enfant allemand né en Allemagne a un « antécédent migratoire » même quand un seul parent (le père ou la mère) est étranger ou né à l'étranger et immigré depuis 1949.
- Depuis le 1er janvier 2000 (modification du Staatsangehörigkeitsrecht § 4 Abs. 3 StAG), un enfant né en Allemagne de deux parents étrangers est allemand, si un des parents possède un droit de séjour illimité et qu'il a sa résidence principale en Allemagne depuis plus de huit ans. L'enfant devait alors décider entre son 18e et son 23e anniversaire quelle nationalité il choisissait. Il pouvait devenir allemand ou renoncer à la nationalité allemande en choisissant la nationalité de son parent. En effet depuis 2014, il peut garder ses deux nationalités.

## Autres pays
Le concept s'est étendu à d'autres pays européens, en particulier germanophones, où il est utilisé par l'Office fédéral de la statistique suisse et l'Office statistique autrichien, ainsi que par les agences gouvernementales sur l'immigration, l'inclusion sociale et les statistiques démographiques pour les Pays-Bas, de la Finlande et de l'Islande.

## Controverses
En 2022, l'activiste Sinthujan Varatharajah fait scandale en imaginant la catégorie symétrique de « population issue du nazisme ».